# Veniamin Grinfeld
Veniamin Grinfeld a fost un politician moldovean, ales în Sfatul Țării. 

## Sfatul Țării
Veniamin Grinfeld, de naționalitate evreu, a fost ales în Sfatul Țării de Organizația evreiască din Chișinău „Bund”. A fost secretarul Sfatului Țării.
El și menșevica Nadejda Grinfeld au fost porecliți de Ion Buzdugan drept „socialiștii de sute de mii”, datorită faptului că aveau afaceri foarte prospere și multe imobile, în timp ce afilierile lor politice erau de stânga.
Grinfeld era filorus și s-a opus intervenției Armatei Române din Basarabia, motiv pentru care a fost expulzat peste Nistru.